# 第77回全国高等学校サッカー選手権大会
第77回全国高等学校サッカー選手権大会（だい77かいぜんこくこうとうがっこうサッカーせんしゅけんたいかい）は、1998年12月30日から1999年1月8日まで10日間わたって行われた全国高等学校サッカー選手権大会である。

## 概要
- キャッチフレーズ 今度は、オレ達だ。

### 日程
- 開会式　12月30日
- 1回戦　12月31日
- 2回戦　1月2日
- 3回戦　1月3日
- 準々決勝　1月5日
- 準決勝　　1月7日
- 決勝　1月8日

### 使用会場
- 国立霞ヶ丘競技場陸上競技場（準決勝・決勝）
- 駒沢オリンピック公園陸上競技場（1回戦～準々決勝）
- 三ツ沢公園球技場（1回戦～準々決勝）
- 千葉県総合運動場陸上競技場（1回戦～3回戦）
- 浦和市駒場陸上競技場（1回戦～3回戦）
- 西が丘サッカー場（1回戦～2回戦）
- 等々力陸上競技場（1回戦～2回戦）
- 習志野市秋津サッカー場（1回戦～2回戦）
- 川越運動公園陸上競技場（1回戦～2回戦）

## 出場校
北海道・東北
- 北海道代表 室蘭大谷
- 青森県代表 青森山田
- 岩手県代表 遠野
- 宮城県代表 東北
- 秋田県代表 秋田商
- 山形県代表 山形中央
- 福島県代表 平工

関東
- 茨城県代表 鹿島
- 栃木県代表 佐野日大
- 群馬県代表 前橋育英
- 埼玉県代表 浦和東
- 千葉県代表 習志野
- 東京都A代表 帝京
- 東京都B代表 修徳
- 神奈川県代表 桐蔭学園

中部
- 新潟県代表 新潟工
- 富山県代表 水橋
- 石川県代表 金沢桜丘
- 福井県代表 丸岡
- 山梨県代表 韮崎
- 長野県代表 松商学園
- 岐阜県代表 岐阜工
- 静岡県代表 清水市商
- 愛知県代表 刈谷
- 三重県代表 四日市中央工

近畿
- 滋賀県代表 草津東
- 京都府代表 洛北
- 大阪府代表 金光一
- 兵庫県代表 滝川二
- 奈良県代表 奈良育英
- 和歌山県代表 初芝橋本

中国
- 鳥取県代表 米子東
- 島根県代表 益田
- 岡山県代表 玉野光南
- 広島県代表 広島皆実
- 山口県代表 多々良学園

四国
- 徳島県代表 徳島市立
- 香川県代表 高松商
- 愛媛県代表 南宇和
- 高知県代表 岡豊

九州
- 福岡県代表 東福岡
- 佐賀県代表 佐賀商
- 長崎県代表 国見
- 熊本県代表 熊本国府
- 大分県代表 大分
- 宮崎県代表 宮崎工
- 鹿児島県代表 鹿児島工
- 沖縄県代表 宜野湾

## 試合記録

### 1回戦
- 習志野 1 - 3 鹿児島工
- 遠野 2 - 0 初芝橋本
- 刈谷 0 - 2 金光一
- 松商学園 1 - 2 国見
- 佐野日大 2 - 0 岡豊
- 鹿島 2 - 1 奈良育英
- 韮崎 1 - 1 滝川二（PK 2 - 4）
- 青森山田 2 - 1 多々良学園

- 岐阜工 3 - 1 徳島市立
- 前橋育英 2 - 1 宮崎工
- 浦和東 2 - 0 大分
- 熊本国府 1 - 1 平工（PK 4 - 3）
- 洛北 3 - 2 桐蔭学園
- 新潟工 2 - 2 宜野湾（PK 5 - 4）
- 広島皆実 1 - 1 東北（PK 4 - 2）
- 四日市中央工 2 - 0 山形中央

### 2回戦
- 東福岡 1 - 0 金沢桜丘
- 鹿児島工 1 - 3 遠野
- 金光一 2 - 0 国見
- 室蘭大谷 2 - 0 南宇和
- 修徳 3 - 1 益田
- 佐野日大 3 - 0 鹿島
- 滝川二 4 - 1 青森山田
- 高松商 0 - 3 清水市商

- 帝京 1 - 0 草津東
- 四日市中央工 2 - 2 広島皆実（PK 5 - 4）
- 新潟工 0 - 1 洛北
- 米子東 1 - 3 水橋
- 玉野光南 1 - 2 秋田商
- 熊本国府 2 - 0 浦和東
- 前橋育英 3 - 0 岐阜工
- 佐賀商 0 - 4 丸岡

### 3回戦
- 東福岡 3 - 0 遠野
- 金光一 3 - 3 室蘭大谷（PK 3 - 5）
- 修徳 2 - 2 佐野日大（PK 6 - 7）
- 滝川二 4 - 2 清水市商

- 帝京 2 - 0 四日市中央工
- 洛北 1 - 1 水橋（PK 5 - 4）
- 秋田商 1 - 2 熊本国府
- 前橋育英 1 - 0 丸岡

### 準々決勝
- 東福岡 1 - 0 室蘭大谷
- 佐野日大 0 - 0 滝川二（PK 2 - 4）

- 帝京 3 - 1 洛北
- 熊本国府 1 - 5 前橋育英

### 準決勝
- 東福岡 3 - 2 滝川二
- 帝京 3 - 2 前橋育英

### 決勝
- 東福岡 4 - 2 帝京

## 得点王
- 林丈統(滝川二) 8得点

## 主な出場選手
- FW
  - 高橋泰（帝京→広島→大宮→千葉→熊本→福岡→愛媛→讃岐）
  - 田中達也（帝京→浦和→新潟）
  - 林丈統（滝川二→市原/千葉→京都→磐田→千葉→テロ・サーサナ→大分）
  - 我那覇和樹（宜野湾→川崎→神戸→琉球→讃岐）
  - 玉田圭司（習志野→柏→名古屋）
  - 深井正樹（韮崎→駒澤大学→鹿島→新潟→名古屋→千葉→長崎）
  - 山形恭平（東福岡→広島→福岡→長崎）
  - 白尾秀人（国見→国士舘大学→甲府→松本→長崎→琉球）
- MF
  - 宮原裕司（東福岡→名古屋→福岡→鳥栖→C大阪→鳥栖→愛媛→福岡）
- DF
  - 金古聖司（東福岡→鹿島→神戸→福岡→名古屋→鹿島→タンピネス・ローバース→ミトラ・クカール）
  - 千代反田充（東福岡→筑波大学→福岡→新潟→名古屋→磐田→徳島）
- GK
  - 橋田聡司（洛北→同志社大学→京都→富山→草津）